# Călin Albuț
Călin Septimiu Albuț (* 23. Mai 1981 in Bistrița) ist ein rumänischer ehemaliger Fußballspieler. Der Torhüter spielte in heimischen Ligen.

## Karriere
Im Jahr 2000 kam Albuț zu Zweitligist FC Baia Mare. In den ersten beiden Spielzeiten kam er nur selten zum Einsatz. Erst in der Saison 2002/03 häuften sich die Einsätze, als Baia Mare gegen den Abstieg in die Divizia C kämpfte. Nach dem Abstieg 2004 kehrte er in seine Heimatstadt zurück, wo ihn Erstligist Gloria Bistrița unter Vertrag nahm. Dort wurde er in der Saison 2005/06 zur Nummer eins im Tor. Mit einem sechsten Platz und der damit verbundenen Qualifikation zum UI-Cup erzielte er in der Spielzeit 2006/07 das beste Ligaergebnis seiner Laufbahn. In der Saison 2007/08 verlor er seinen Stammplatz an Ciprian Tătărușanu, wurde aber nach dessen Wechsel zu Steaua Bukarest im Sommer 2009 wieder zur unumstrittenen Nummer eins.
Nachdem Gloria am Ende der Saison 2010/11 trotz des sportlich erreichten Klassenerhalts zwangsweise in die Liga II absteigen musste, verließ er den Klub und schloss sich FCM Târgu Mureș an. Am Saisonende stieg sein neuer Klub in die Liga II ab und Albuț heuerte im Sommer 2012 bei Rapid Bukarest an. Dort kam er an Peçanha nicht vorbei und kehrte im März 2013 zu Gloria Bistrița zurück. Nach dem Abstieg 2013 blieb er dem Klub auch eine Klasse tiefer erhalten. Am Saisonende verpasste er mit Gloria den Wiederaufstieg. Nachdem sich der Klub im Sommer 2014 aus der Liga II zurückgezogen hatte, wechselte er zu Liga-1-Absteiger AFC Săgeata Năvodari. Sein neuer Klub zog sich Ende 2014 vom Spielbetrieb zurück. Albuț erhielt Anfang 2015 die Möglichkeit, zum FC Viitorul Constanța zu wechseln und damit ins Oberhaus zurückzukehren. Anfang 2016 verpflichtete ihn Zweitligist Gaz Metan Mediaș, mit dem er den Aufstieg 2016 realisierte. Anschließend schloss er sich dem FC Botoșani an. Dort kam er als Stellvertreter von Plamen Iliew nur zu fünf Einsätzen.
Im Sommer 2017 wechselte er zu Universitatea Cluj in die Liga III.